# Maserati
Maserati je italský výrobce sportovních a závodních vozů. Firmu založili bratři tohoto příjmení v roce 1914 v Boloni. Sídlo i továrna se v současné době nachází v Modeně. Od roku 1990 patří Maserati koncernu Fiat. A od sloučení PSA a FCA v roce 2021 patří koncernu Stellantis.

## Historie
Bratři Alfieri, Bindo, Carlo, Ettore, Ernesto a Mario byli automobilovými nadšenci už od počátku 20. století.
Alfieri, Bindo a Ernesto stavěli závodní vozy ve firmě Diatto v Turíně. V roce 1926 Diatto ukončil výrobu závodních aut, což vedlo k odchodu už tehdy uznávaného Alfieriho do rodinné firmy jeho bratrů a tím i ke vzniku prvních vozů pod značkou Maserati. Hned s jedním z prvních postavených vozů vyhrál Alfieri závod Targa Florio 1926. Společnost Maserati začala vyrábět vozy se čtyřmi, šesti, osmi a šestnácti válci (což byly ve skutečnosti dva souběžně postavené osmiválce). Mario, který byl především umělec, je považován za tvůrce loga společnosti: stylizovaného Neptunova trojzubce. Ačkoliv nadaný Alfieri zemřel v roce 1932, stavěli Bindo, Ernesto a Ettore vozy vyhrávající různé závody až do roku 1937, kdy své akcie prodali rodině Orsi.

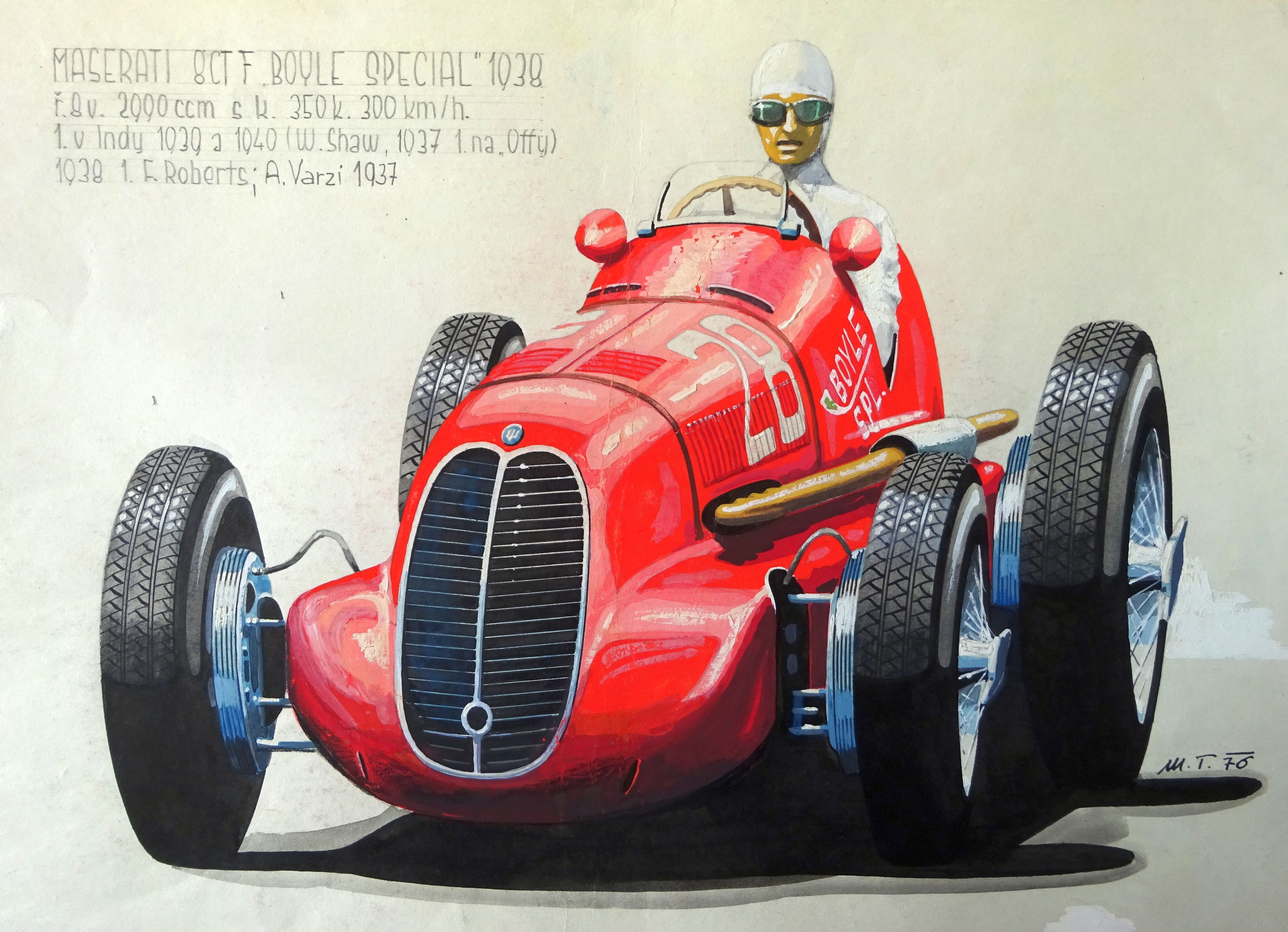
Maserati 8 CTF, vítěz 500 mil Indianapolis (1939-40)

V letech 1928-1939 se vozy Maserati v závodním týmu Officine Alfieri Maserati zúčastňovaly tehdejších závodů Grand Prix (nad 1,5 l) a Voiturette (do 1,5 l). Za volanty těchto strojů sedávali nejlepší závodníci té doby: Baconin Borzacchini, Luigi Fagioli, Achille Varzi, Ernesto Maserati, Tazio Nuvolari, Philippe Étancelin, Richard Seaman, princ Bira, Giuseppe "Nino" Farina, Carlo Trossi, René Dreyfus atd. K nejslavnějším vítězstvím patří dvojnásobný úspěch Američana Wilbura Shawa na oválu v Indianapolis 1939-1940 s vozem Maserati Tipo 8CTF. V Evropě vyhrály vozy Maserati např. v roce 1933 Grand Prix Francie (Guiseppe Campari, Maserati Tipo 26M/8C-3000) a Grand Prix Belgie (Tazio Nuvolari, Maserati 8CM). Neméně, možná že i více, byly vozy Maserati úspěšné v kategorii Voiturette. Guiseppe Farina vyhrál v roce 1934 na Maserati 4CM 5. ročník Masarykova okruhu a vůz Maserati 3x vyhrál v kategorii Voiturette slavnou Targu Florio, v letech 1937 a 1938 Maserati 6CM, resp. Maserati 4CL v roce 1940.

## Období vlastnictví rodinou Orsi
Ačkoliv své akcie bratři prodali, pracovali pro firmu i nadále jako konstruktéři. V roce 1940 se továrna přestěhovala do Modeny, kde působí dodnes. V tomto roce její vůz vyhrál závod 500 mil v Indianapolis. Tento výkon značka později několikrát zopakovala. Byla úspěšným konkurentem německým vozům Auto Union a Mercedes. v období druhé světové války byla společnost nucena vyrábět součástky strojů pro armádu. Jakmile válka skončila, vrátila se ihned k výrobě aut, řadou nazvanou A6 (A – Alfieri a 6 – řadový šestiválec), jejíž vozy si v závodech vedly také velmi dobře. To byl poslední projekt bratrů Maseratiových, kteří po uplynutí desetileté smlouvy s Adolfem Orsim odešli a založili nový podnik – O.S.C.A.(zanikl v roce 1967).
V padesátých letech jezdil s vozy Maserati argentinský závodník Juan Manuel Fangio, který s nimi vyhrál mnoho závodů, včetně vítězství ve světovém šampionátu v roce 1957 s vozem Maserati 250F.

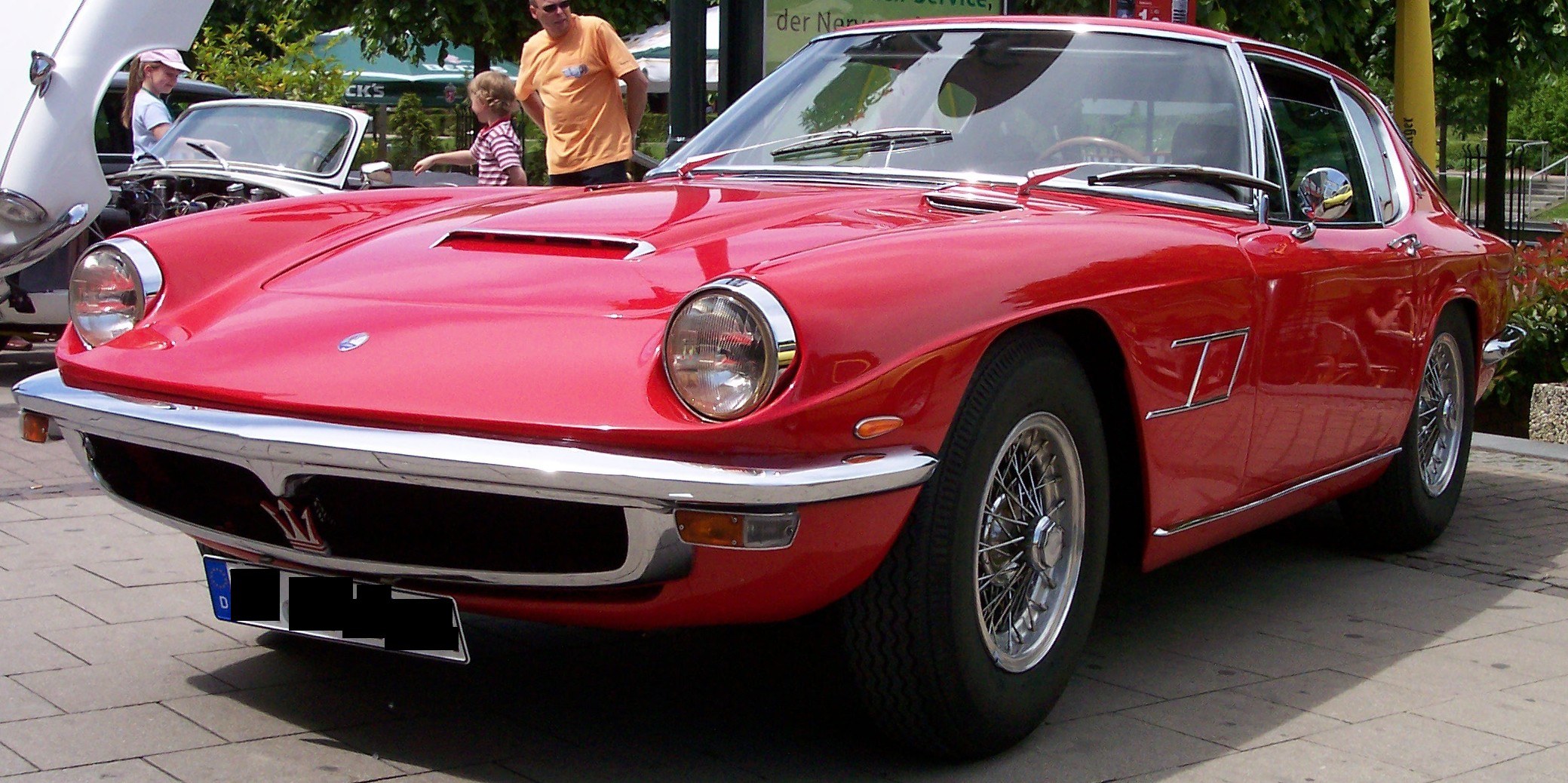
Maserati Mistral 4000 (1966)

Dalšími projekty z padesátých let jsou vozy Maserati 200S, 300S, 350S, 450S a v roce 1961 následující slavný Birdcage. Po vážné nehodě v závodě Mille Miglia (který byl poté zakázán) v Guidizzolu v roce 1957 se Maserati více a více zaměřovalo na silniční vozy. Hlavní inženýr Giulio Alfieri zkonstruoval šestiválcový vůz Maserati 3500 (2+2 coupe) za použití hliníkového šasi na trubkovém rámu firmy Carrozzeria Touring zvaném superleggera. Tento design byl použit i pro osmiválcový Maserati 5000. Po něm následoval v roce 1962 Sebring navržený italskou firmou Vignale a Mistral Coupé (1963) a Spider (1964), které navrhl Pietro Frua. Jeho návrhem byl i první čtyřdveřový model značky – Quattroporte z roku 1963. O čtyři roky později vzniklo dvoumístné kupé Ghibli, o dva roky později následované verzí convertible.

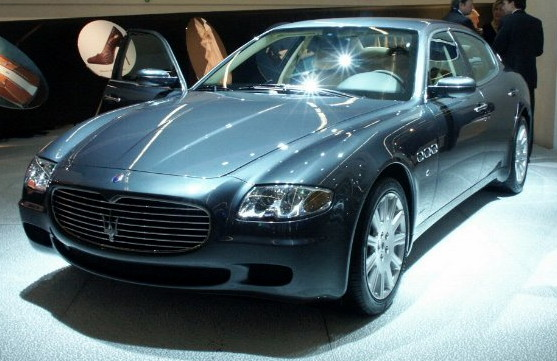
Maserati Quattroporte

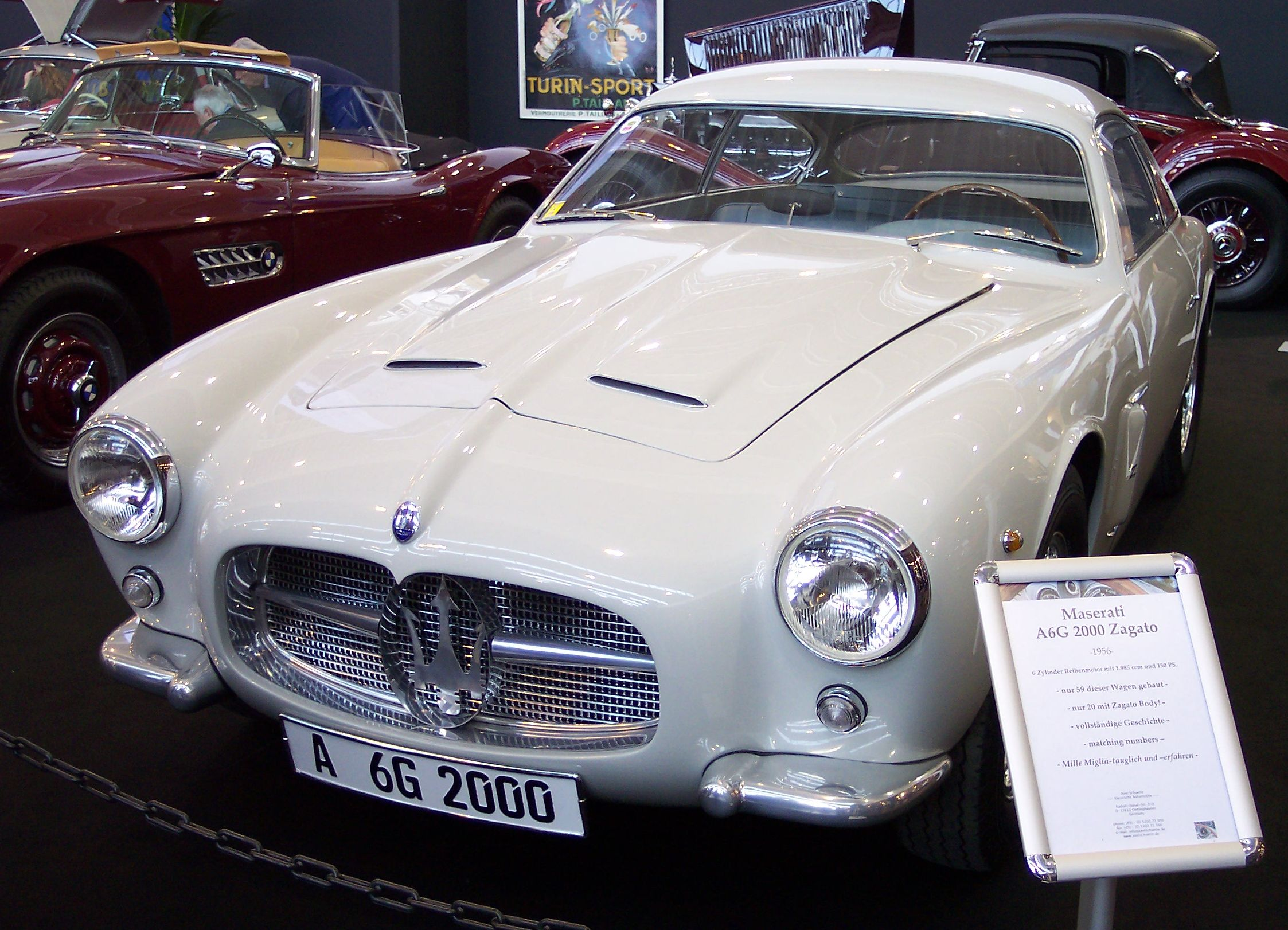
Maserati 2000 Zagato

## Maserati pod firmou Citroën
Rok 1968 přinesl změnu vlastníka. Stala se jím francouzská automobilka Citroën. Adolfo Orsi sice formálně zůstal prezidentem, ale Maserati čekaly velké proměny. Byly vyráběny nové modely, dokonce ve větších sériích než kdy předtím, ale Citroën si zapůjčil technologii i motory pro model SM a jiné a Maserati zase využívalo techniku Citroënu, zejména hydrauliku. Novými modely byly Bora (první masově vyráběné Maserati s méně výkonným motorem) v roce 1971, Merak, Khamsin. Vyvíjené Quattroporte II, sdílející některé součástky vozu Citroën SM, se však nikdy do výroby nedostalo. Ropná krize v sedmdesátých letech zastavila náhle vývoj, výrobu i prodej žíznivých sportovních vozů, u kterých se nikdy předtím spotřeba nijak zvlášť nesledovala.
Bankrot Citroenu v roce 1974 a vytvoření konsorcia PSA Peugeot Citroen 23. května 1975 znamenal i to, že se v problémech ocitlo i Maserati. Jen podpora italské vlády automobilku udržela nad vodou.

## De Tomaso
V roce 1975 se společnost postavila opět „na nohy“ díky bývalému argentinskému závodníkovi A. de Tomasso, který ji koupil a stal se generálním
ředitelem. Hned následující rok byl představen vůz Kyalami a Maserati Quattroporte. V osmdesátých letech značka zanechala konstrukce běžných sportovních vozů s motory středních výkonů ve prospěch módních hranatých vozů, se silným motorem vpředu a pohonem zadních kol jako například Biturbo. V letech 1990 a 1992 představila dvě nová kupé Shamal a Ghibli II. Firma také úzce spolupracovala s Chryslerem (vlastněným de Tomasovým přítelem Lee Iacoccou). Výsledkem jejich spolupráce byl vůz Chrysler TC.

## Ferrari

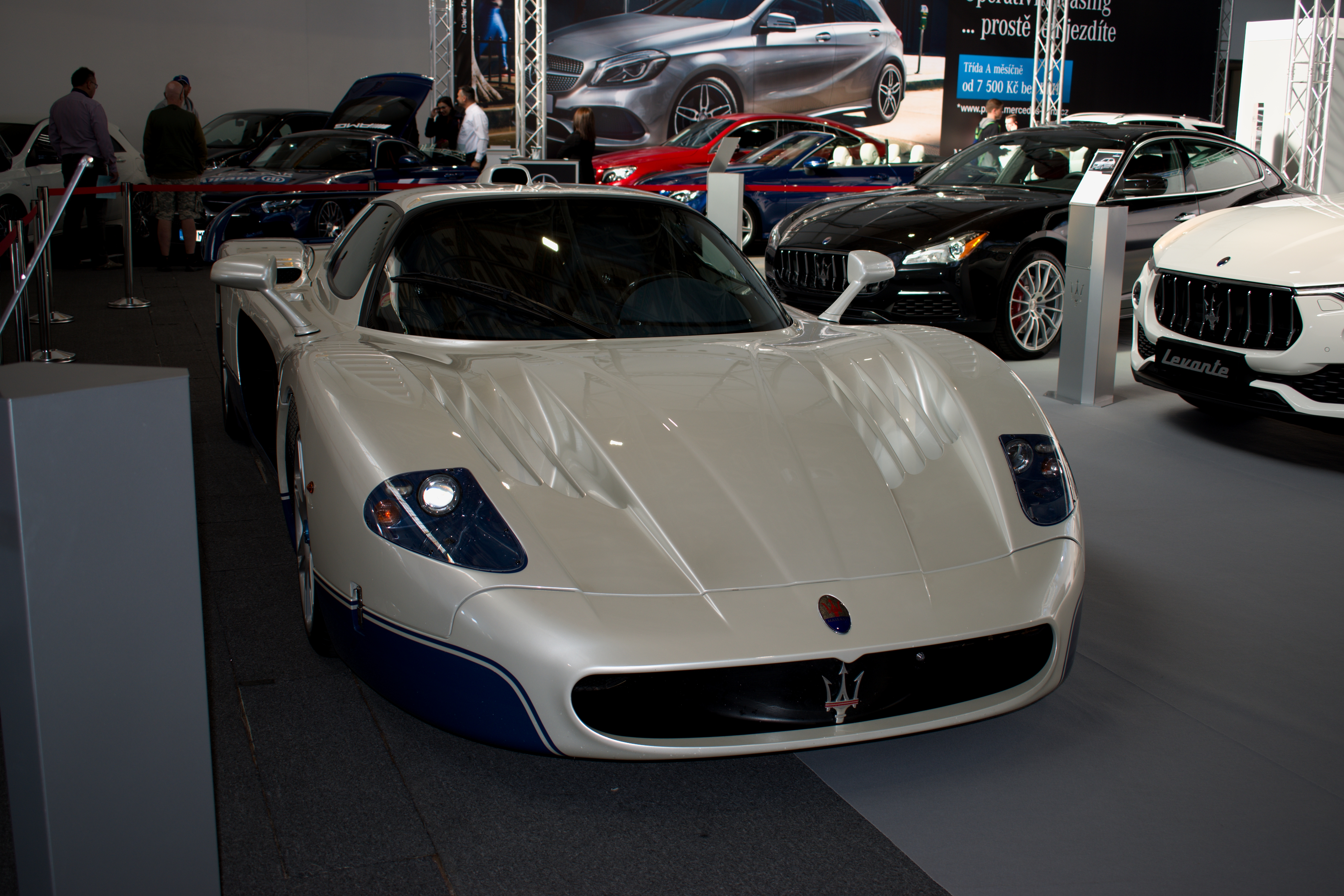
Maserati MC12

Fiat odprodal padesátiprocentní podíl akcií největšímu a nejstaršímu rivalovi, firmě Ferrari v roce 1997 (ačkoliv Ferrari bylo a je pod jeho kontrolou). O dva roky později Ferrari převzalo firmu celou a udělalo z ní svoji luxusní divizi. Na místě továrny z roku 1940 byla postavena nová, moderní, v níž se vyráběly vozy MC 12, Ferrari Enzo a dodnes vyráběné úspěšné Quattroporte s osmiválcem o objemu 4 litry.

## Současnost
Maserati je v současnosti úspěšnou společností zaznamenávající nárůst prodeje vozů po celém světě (například v roce 2005 bylo jen v USA prodáno 2 000 vozů). V roce 2005 bylo Maserati odděleno od Ferrari a od ledna 2021 je pod plnou kontrolou koncernu Stellantis (vzniklý sloučením Fiat Chrysler Automobiles a Groupe PSA). Nejnovějším modelem je Maserati GranTurismo MC Stradale. To jako první z této řady překonává rychlost 300 km/h a jako první nasazuje také karbon-keramické brzdy. V roce 2019 bylo prodáno po celém světě 26,5 tisíce automobilů Maserati, v roce 2020 pak 17,2 tisíc (vliv pandemie coronaviru).

## Současné modely
- Maserati GranTurismo (od 2008)
- Maserati GranCabrio (od 2011)
- Maserati Quattroporte (od 2013)
- Maserati Ghibli (od 2013)
- Maserati Levante (od 2016)
- Maserati Grecale (od 2022)
- Maserati MC20 (od 2022)